# Ластола
Ластола — деревня в Приморском районе Архангельской области. Входит в состав Островного сельского поселения.

## География
Деревня расположена на острове Ластопольский (Питяев) в дельте Северной Двины. Расстояние до г. Архангельск составляет 24 км.

## История
С 2004 года по 2015 год Ластола была центром Ластольского сельского поселения. Муниципальное образование объединяет 110 островов, заселены — 16 (площадь 1266 га).
Законом Архангельской области от 28 мая 2015 года № 289-17-ОЗ муниципальные образования «Вознесенское», «Пустошинское» и «Ластольское» были объединены в муниципальное образование «Островное», в состав которого вошла Ластола.

## Население
| 2002 | 2010 | 2012 |
| ---- | ---- | ---- |
| 518  | ↘443 | ↗472 |

Численность населения деревни, по данным Всероссийской переписи населения 2010 года, составляла 443 человека.